# Пепенстер
Пепенстер (на френски: Pepinster) е селище в Югоизточна Белгия, окръг Вервие на провинция Лиеж. Населението му е около 9600 души (2006).